# ヴォクリューズ県
ヴォクリューズ県またはヴォークリューズ県（ヴォクリューズけん、ヴォークリューズけん、フランス語: Vaucluse フランス語発音: [voklyz]; オック語: Vauclusa, Vau-Cluso）は、フランスのプロヴァンス＝アルプ＝コート・ダジュール地域圏の県である。

## 由来
ヴォクリューズとは、プロヴァンサル語のla Vau-cluso（ラテン語でVallis Clausa、「閉ざされた谷」を意味する）をフランス語化したもので、その谷からヴォクリューズの泉（fr）が湧き出している。
県の制定以来、ヴォクリューズ県全体評議会で用いられる綴りは département de Vaucluse である。しかし、国家地名委員会が定めた綴りは、国家地理情報委員会（fr）によれば、département du Vaucluseである。
実際、県名は同名の村、ヴォクリューズにちなんで名づけられている。ヴォクリューズは1945年から現在まで正式名称をフォンテーヌ・ド・ヴォクリューズとしている。村は絵のように美しいヴォクリューズの谷にちなんで改名された。
名称はこうして、元の歴史的な面積と符合しない自然的要素（山、川など）からもたらされた。県の名前は、フランスにヴネサンと教皇領アヴィニョン、アプトとソー伯領がフランスに併合されてから名づけられた。国会は、1790年8月と11月の2度にわたって上記の領土併合を拒否していた。2つの教皇領の愛国者たちは代表を選出し、ベダリドにあるサン・ローラン教会前に1791年8月に集まった。彼らの大多数はフランス併合を支持した。15万2919票のうちフランス併合賛成は10万1046票だったのである。この出来事は、「自己決定の権利」を最初に表明したものだとみなされている。既成事実を掲示して、9月14日、憲法制定国民議会はアヴィニョンとヴネサンはいまや「フランス帝国の一部」だと宣言した。
1793年6月25日、ヴォクリューズ県が新設された。これらの背景については「フランス革命」も参照。

## 地理

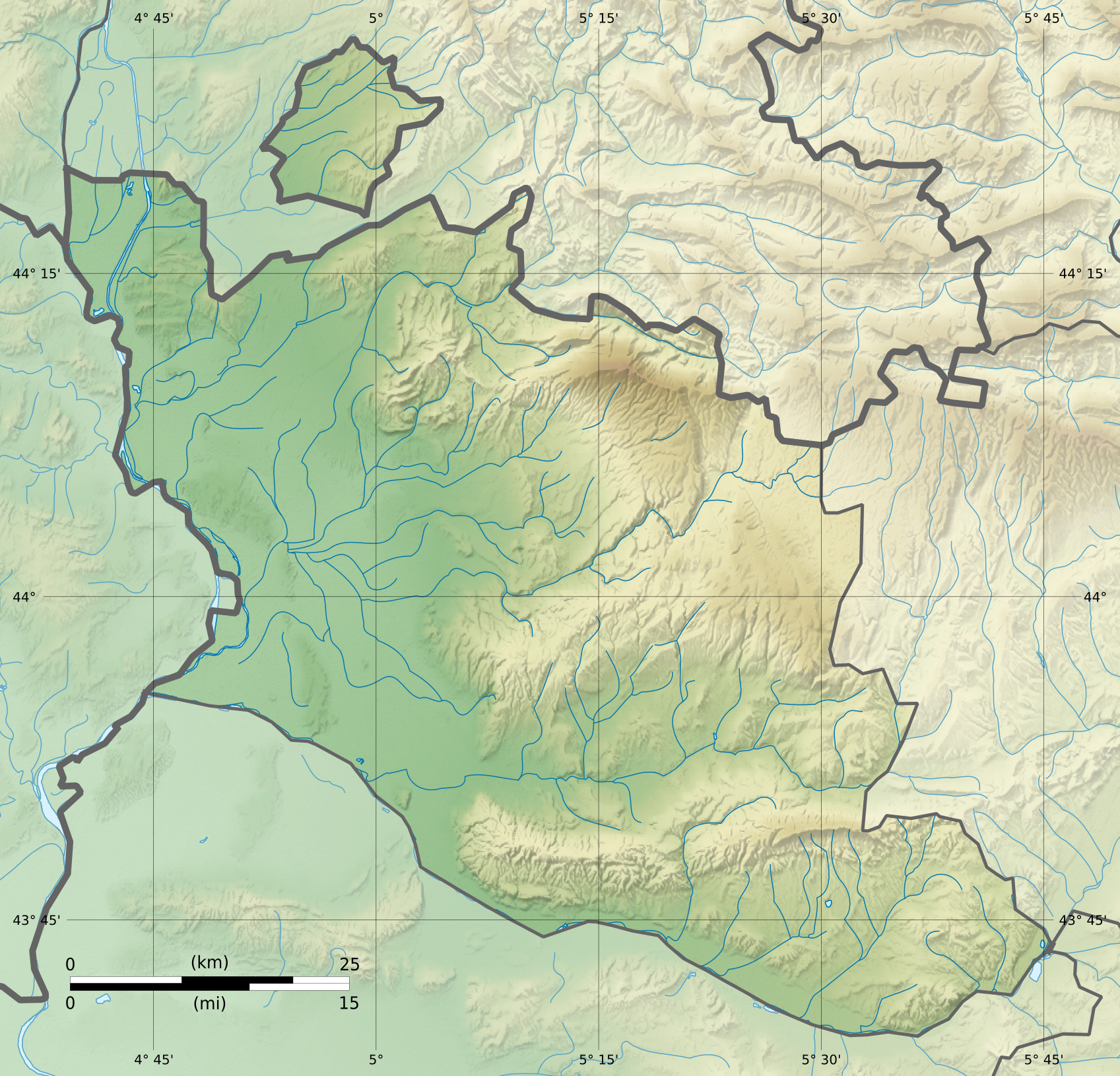
県の地図

ガール県、アルデシュ県、ドローム県、アルプ＝ド＝オート＝プロヴァンス県、ヴァール県、ブーシュ＝デュ＝ローヌ県と接している。
県の北部にあるヴァルレアス郡は、郡の四方がドローム県に囲まれた、文字通りの飛び地となっている。
ヴォクリューズ県の地形は、山と丘、平野と台地が交互に続く。最も重要なのはモン・ヴァントゥの南と西に広がる平野で、コンタ平野には県人口の多数が暮らしている。平野は西のローヌ川から南のデュランス川、そしてヴォクリューズ山地（最高峰は1256mのサン・ピエール峰）まで広がっている。一帯は非常に肥沃な土壌である。コンタ平野は北東端が石灰岩質の地形と境界を接しているが、これはアルプス山脈が最も南西に伸びた地点である。
「プロヴァンスの巨人」と呼ばれるモン・ヴァントゥは標高が1912mある、ヴォクリューズの風景を支配する存在である。モン・ヴァントゥの特別な植物相や生物多様性は、1990年に生物圏保護区として登録するようUNESCOを動かした。山地の大規模な植生は主として針葉樹である。県南部のリュベロン山地は複雑な生態系を抱えている。これがリュベロン地域圏自然公園の創設につながった。最高地点はムール・ネグル山の1125mである。
河川は石灰岩質の台地を刻み、ネスク渓谷やルールマラン谷といった、様々な風景を生み出している。
暑い夏と旱魃が毎年繰り返されるにもかかわらず、ヴォクリューズ県には水がある。西のローヌ川と南のデュランス川は県を区切るように流れる。
- その他の河川 - ソルグ川、オゾン川、ブロン川、カヴァロン川、カルレ川、ドア川、エグ川、イメルグ川、ネスク川、ウヴェーズ川、ルビヌ川、セナンコル川、ヴェロンクル川
- 水源 - ヴォクリューズの泉から、年平均19,30 m3/sの水が湧き出る。
- 運河 - カルパントラ運河、ドンゼール＝モンドラゴン運河、プロヴァンス運河、サン・ジュリアン運河
- 湖 - ボンド湖、アプト湖、モニウー湖、リュストレル湖

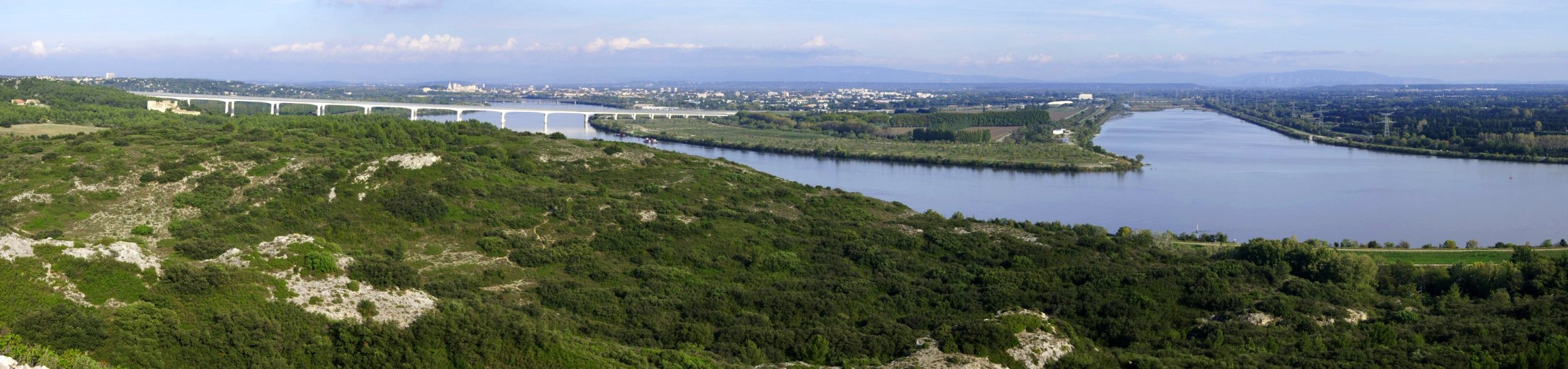
ローヌ川とデュランス川の合流地点

## 歴史

フランス革命以前の州で色分けされた県の地図:
ヴネサン.
プロヴァンス.
オランジュ公領は1713年にドーフィネと統合された

1791年9月にアヴィニョン教皇領とヴネサンがフランスに併合されると、これらは1792年3月28日に2つの新しい郡に再編された。アヴィニョンはブーシュ＝デュ＝ローヌ県に、カルパントラはドローム県に併合された。1793年8月にヴォクリューズ県が創設されると、アヴィニョンとカルパントラは郡となった。しかしアプトとオランジュはブーシュ＝デュ＝ローヌ県に、ソー小郡はバスザルプ県（現在のアルプ＝ド＝オート＝プロヴァンス県）に加わったままだった。1800年、県境の最後の修正が行われ、シュズ・ラ・ルスがドローム県に割譲された。このため、ヴァルレアス郡がドローム県に囲まれた完全な飛び地となってしまった。
1815年6月、ワーテルローの戦いで第七次対仏大同盟が勝利すると、県は1818年11月までオーストリア帝国軍に占領されていた。
1988年以降、日本の栃木県と友好交流を実施している。栃木県が東京・新宿で開催したイベント「マロニエ・フェスティバル」に際して、エールフランス航空が仲立ちをした。

## 人口統計
県人口の多数が、経済的な中心地であるアヴィニョン都市圏付近に集中する。
県内にある151のコミューンのうち、人口が1万人超えるのは13のコミューンである。県では、フランス以外のヨーロッパ諸国出身者（主にスペインとイタリア）が移民の40%を占めている。マグリブ諸国出身者は移民の約半数を占めている。主にモロッコ出身者が多い。
| 1801年  | 1831年  | 1841年  | 1851年  | 1856年  | 1861年  | 1866年  |
| ------- | ------- | ------- | ------- | ------- | ------- | ------- |
| 191.421 | 239.113 | 251.080 | 264.618 | 268.994 | 268.255 | 266.091 |
| 1872年  | 1876年  | 1881年  | 1886年  | 1891年  | 1896年  | 1901年  |
| 263.451 | 255.703 | 244.149 | 241.787 | 235.411 | 236.313 | 236.949 |
| 1906年  | 1911年  | 1921年  | 1926年  | 1931年  | 1936年  | 1946年  |
| 239.178 | 238.656 | 218.602 | 230.549 | 241.689 | 245.508 | 249.838 |
| 1954年  | 1962年  | 1968年  | 1975年  | 1982年  | 1990年  | 1999年  |
| 268.318 | 303.536 | 353.966 | 390.446 | 427.343 | 467.075 | 499.685 |

### 主なコミューン
| コミューン               | 人口 2008 | 変遷 2007/1999 |
| ------------------------ | --------- | -------------- |
| アヴィニョン             | 90,109    | 6,2 %          |
| オランジュ               | 29,527    | 7,2 %          |
| カルパントラ             | 29,015    | 9,4 %          |
| カヴァイヨン             | 25,417    | 4,2 %          |
| リル＝シュル＝ラ＝ソルグ | 18,933    | 10,8 %         |
| ペルテュイ               | 18,872    | 4,8 %          |
| ソルグ                   | 18,232    | 5,7 %          |
| ル・ポンテ               | 16,886    | 12,5 %         |
| ボレーヌ                 | 14,091    | == -0,8 %      |
| アプト                   | 11,144    | == 0 %         |
| モントー                 | 10,789    | 12,3 %         |
| ペルネ・レ・フォンテーヌ | 10,440    | 3,4 %          |

Source : Insee

## 経済

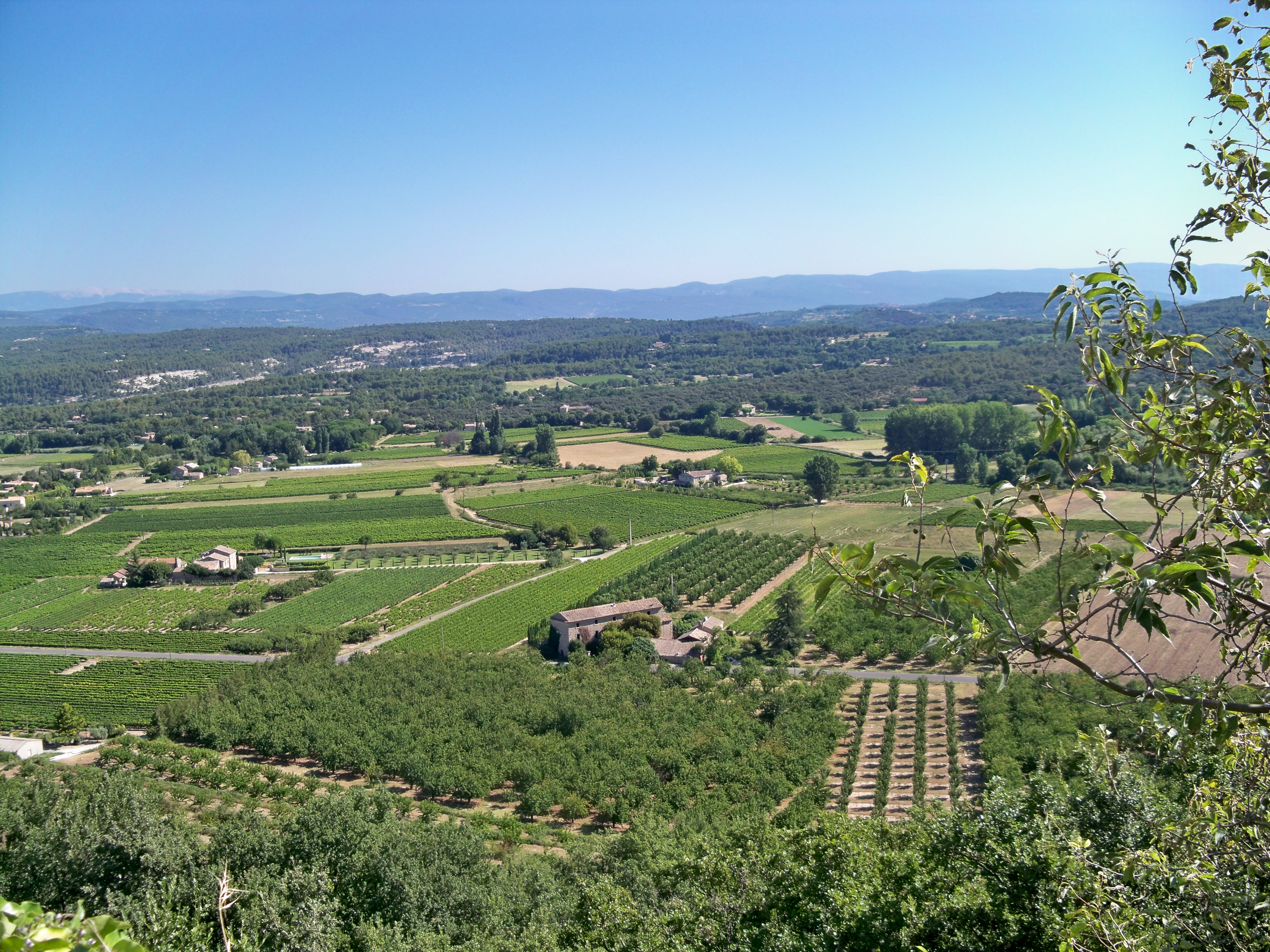
カヴァロンの平野に広がるブドウ畑、野菜畑、穀物畑

農産物加工を含む農業が主要な産業であり、売り上げの90%をワイン、果物、野菜の三大生産を中心に構成される。ヴォクリューズは国内第1位のサクランボ生産県（直接消費か食品加工用）である。次いでリンゴ、ブドウ、第2にトマトとメロンが多い。その他に生産される果物と野菜には、オリーブ、イチゴ、地元料理に多く使われるナシがある。果実栽培が盛んなことを生かして、フランス産ジャムの約8割を生産している。
ワイン業界は、コート・デュ・ローヌで良い評価を得ている。主な生産地はシャトーヌフ＝デュ＝パプ、ジゴンダス、ヴァッケラスである。リュベロンおよびヴァントゥのワインは、製品を広い範囲で開発する傾向があるので（ロゼワインが生産される）、プロヴァンスワインに関連付けられる。
長い間山の斜面で自給自足経済の基盤となってきた牧畜は、わずかに行われている。
ヴォクリューズ山地の丘陵で行われている専門作物栽培（香料を採取するためラベンダーが栽培される）は、市場の拡大に恵まれ発展している。
ヴォクリューズは国の電気エネルギー産業の主要生産県で、トリカスタン原子力地区、ドンゼール＝モンドラゴン・ダム、ボレーヌの風力発電所を抱える。
観光は、直接的（ホテル、キャンプ、レジャーなど）、間接的（料理）に県経済の重要な部分を占めている。県は毎年350万人の観光客を迎えている。主な目的地はリュベロン（一泊滞在者が27.5%）、アヴィニョン（アヴィニョン教皇庁やアヴィニョン演劇祭、一泊滞在者は26%）、モン・ヴァントゥ（一泊滞在者15.4%）である。残りは多かれ少なかれヴォクリューズ全体に散らばる。フランス人観光客が大多数を占めるが、国際観光も成長している。
県全体評議会のサイトによると、観光は年間6.1億ユーロの売り上げをもたらしている。

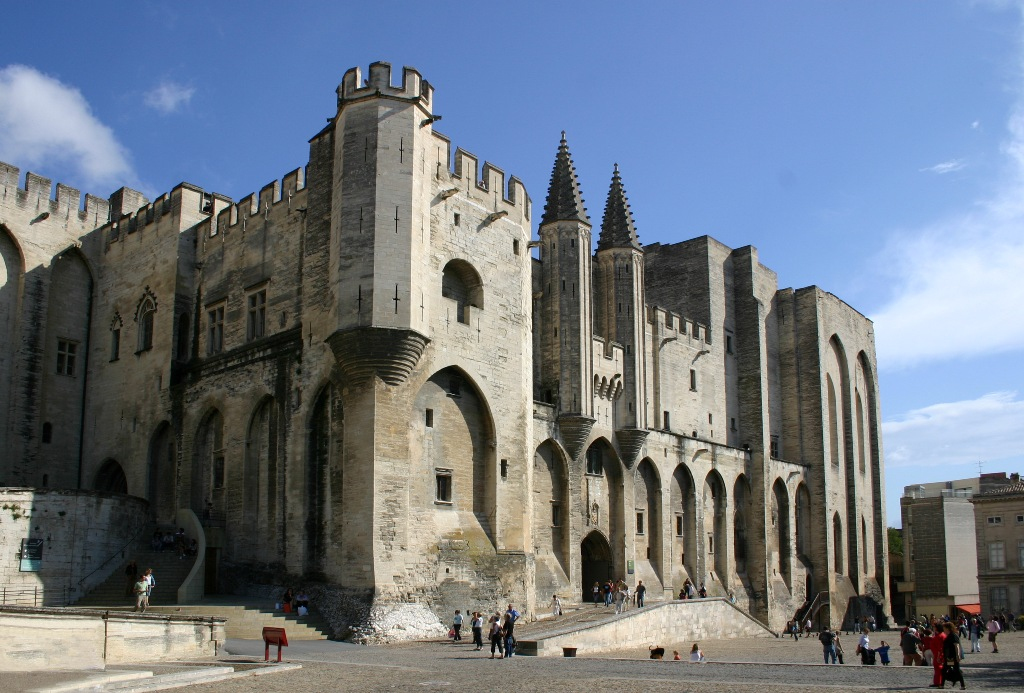
旧教皇宮殿
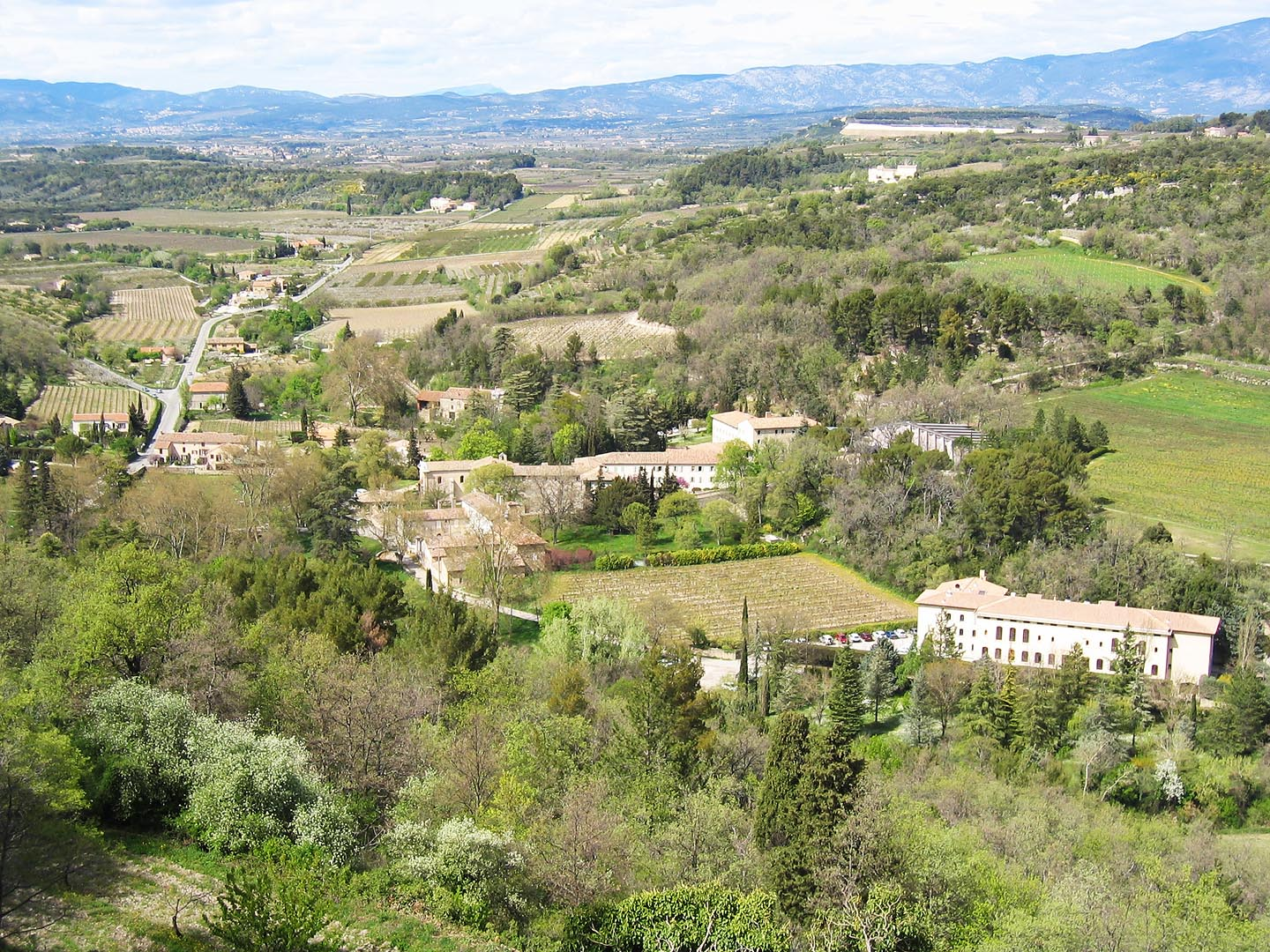
ヴネサンの平野
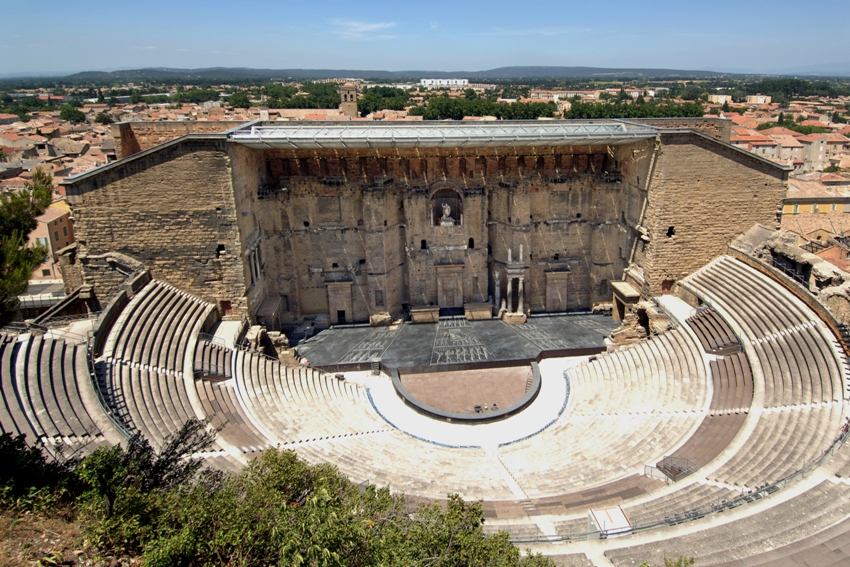
オランジュのローマ劇場跡
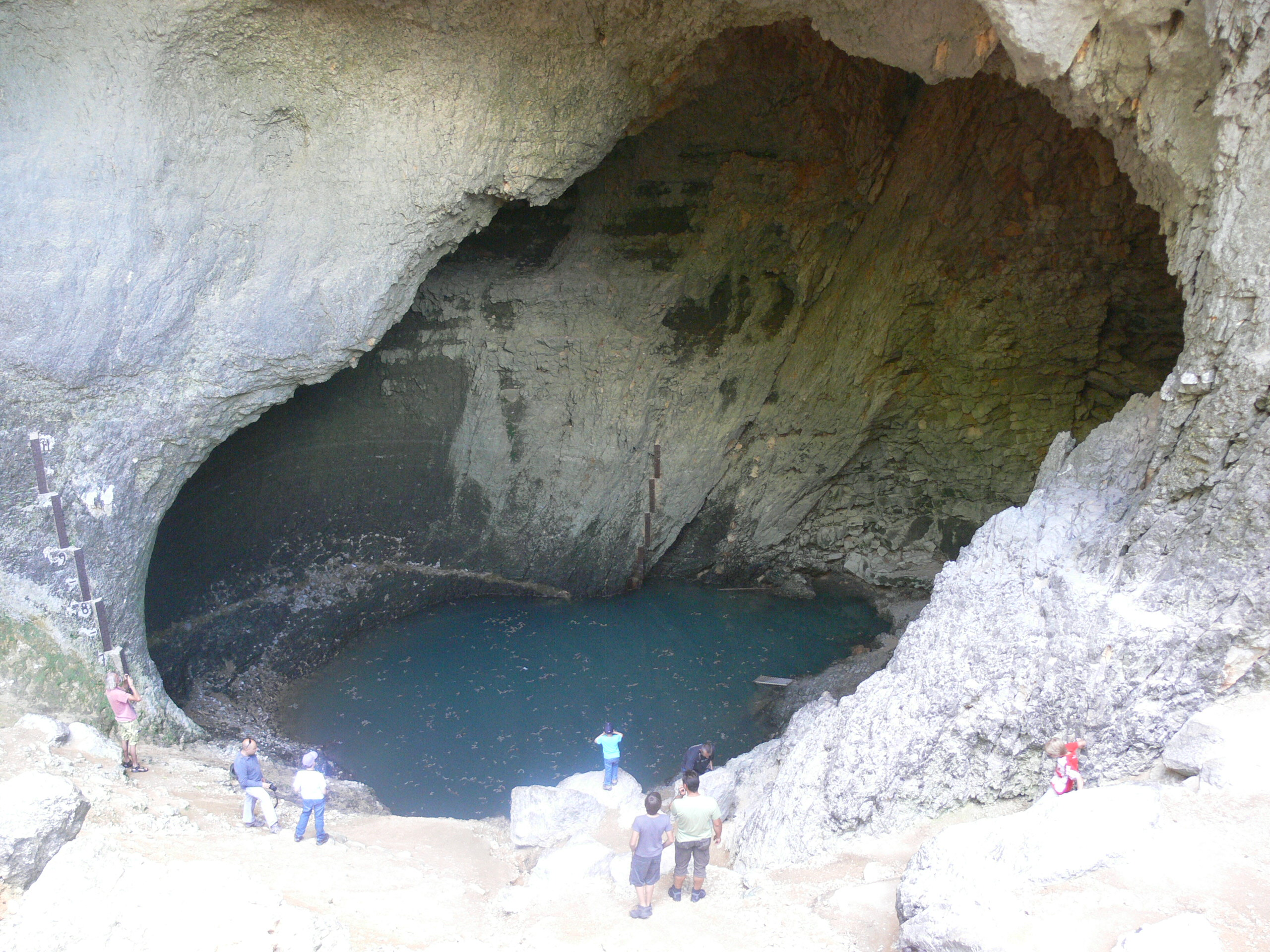
ヴォクリューズの泉
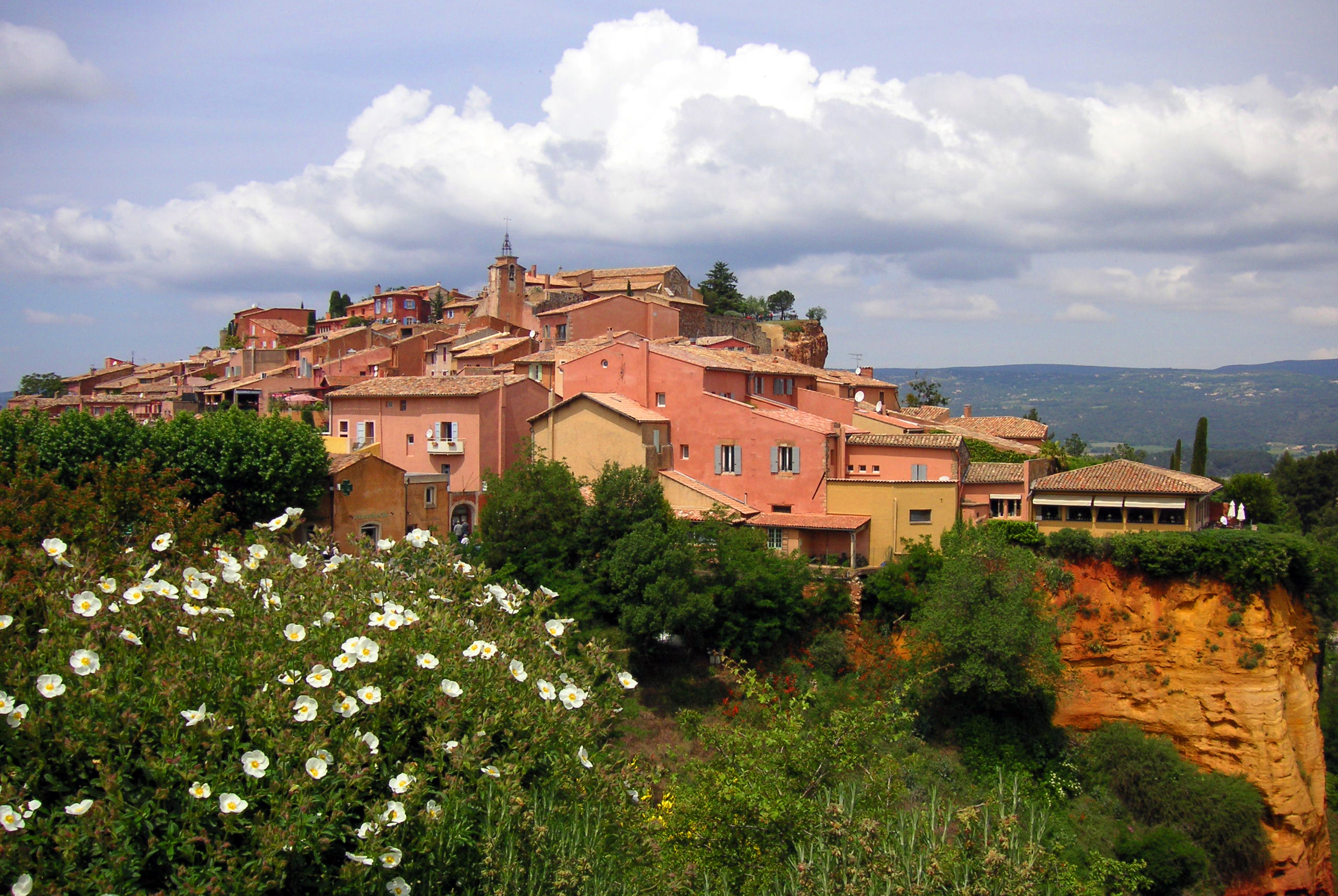
ルシヨン (ヴォクリューズ県)
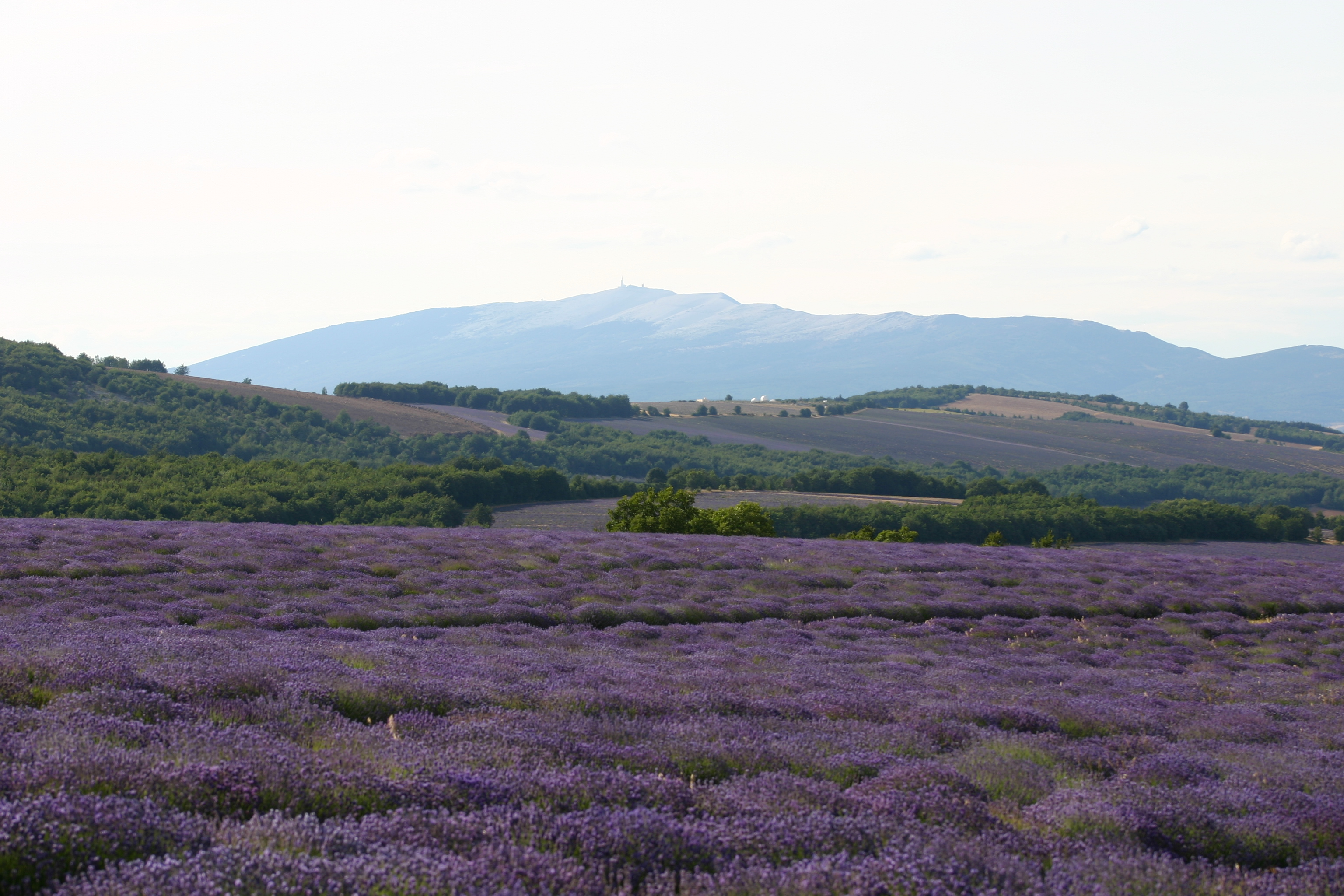
ラベンダー畑からモン・ヴァントゥをのぞむ
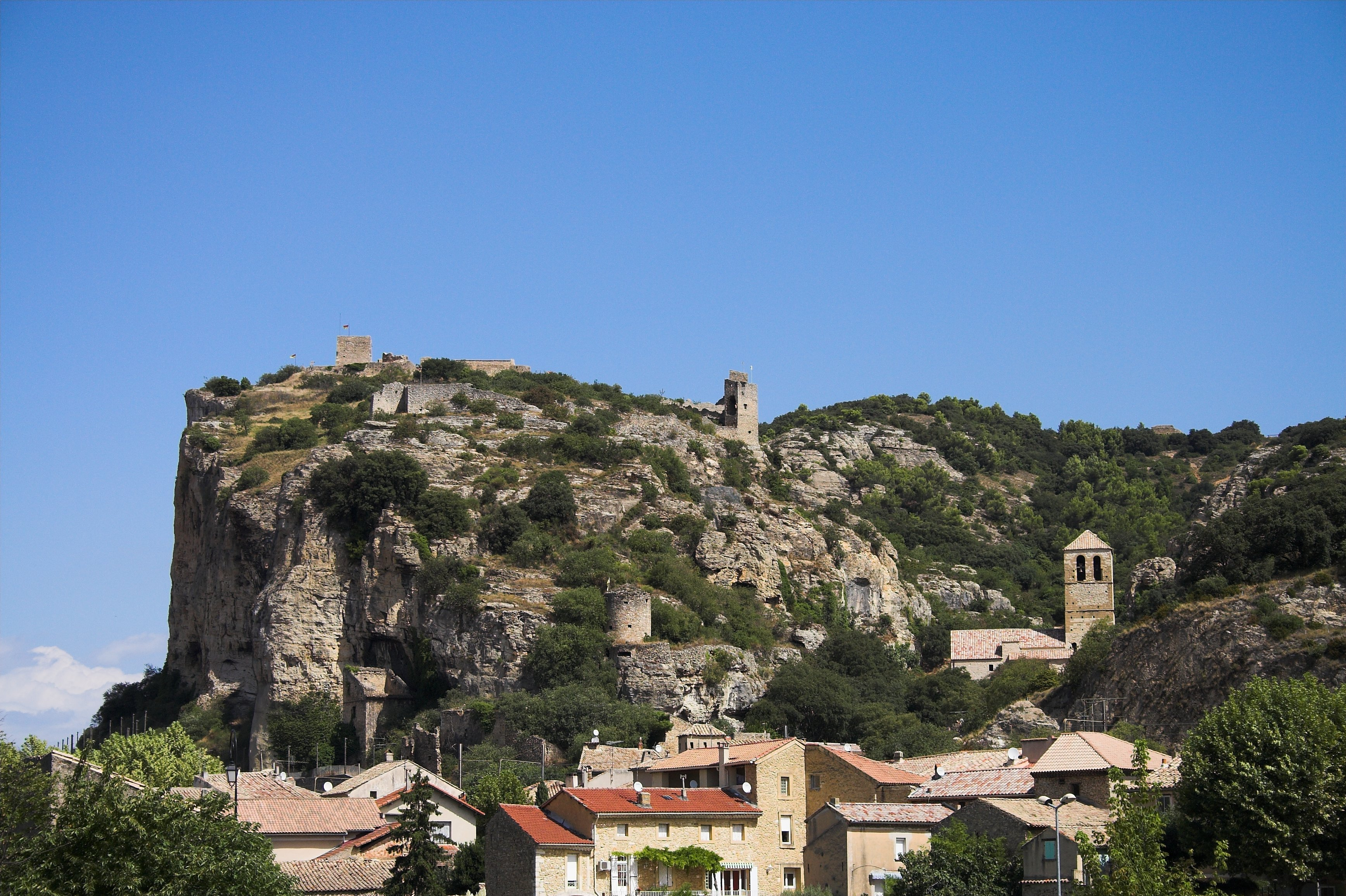
モルナスの要塞跡
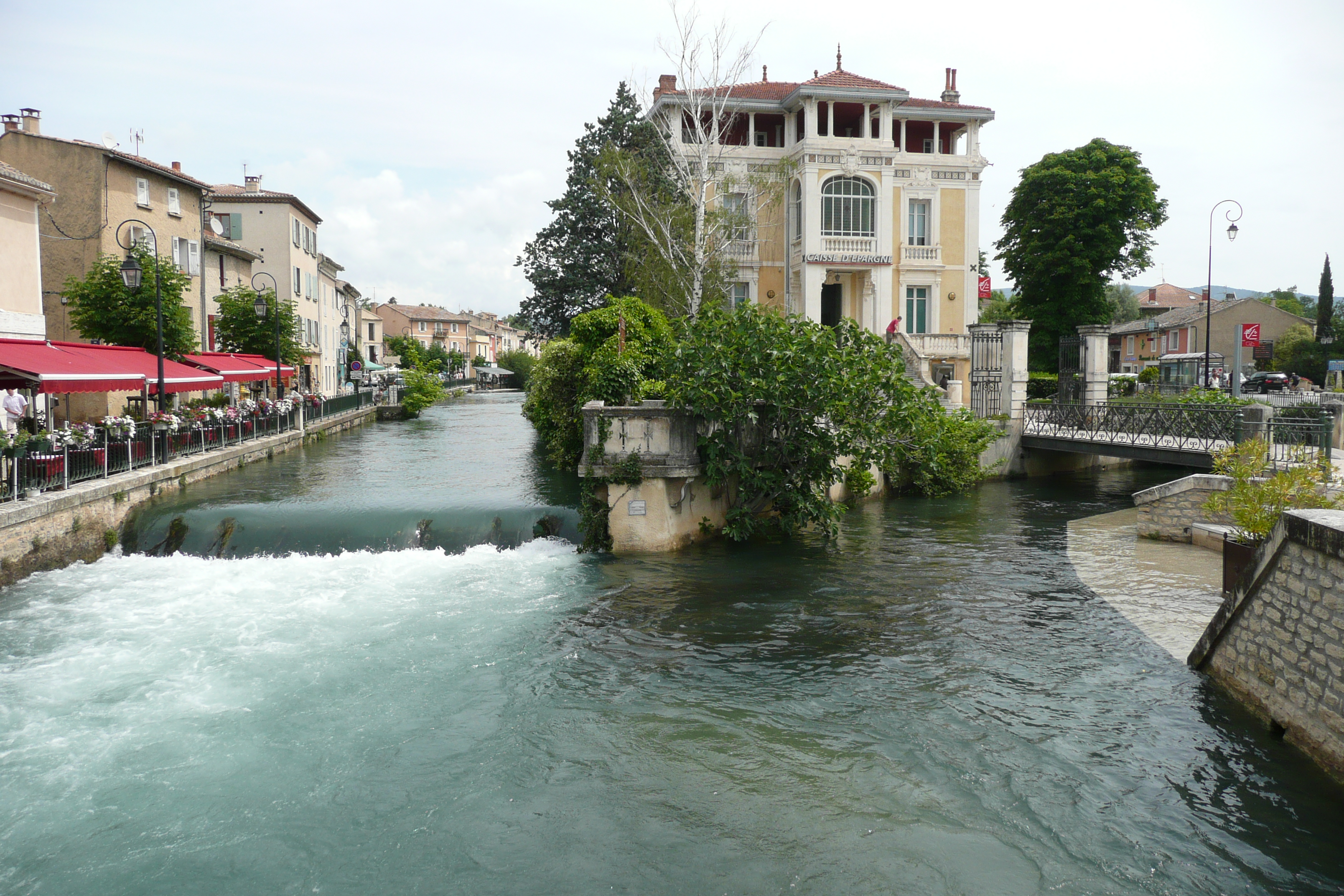
ソルグ川

## 文献
- J. Girard, Les États généraux du Comtat Venaissin depuis leur origine jusqu’à la fin du XVIe siècle, T. V et VI, Mémoires de l’Académie du Vaucluse, 1905-1906.